# Kanton Lavit
Kanton Lavit is een voormalig kanton van het Franse departement Tarn-et-Garonne. Kanton Lavit maakte deel uit van het arrondissement Castelsarrasin. Het werd opgeheven bij decreet van 27 februari 2014 met uitwerking op 22 maart 2015.

## Gemeenten
Het kanton Lavit omvatte de volgende gemeenten:
- Asques
- Balignac
- Castéra-Bouzet
- Gensac
- Gramont
- Lachapelle
- Lavit (hoofdplaats)
- Mansonville
- Marsac
- Maumusson
- Montgaillard
- Poupas
- Puygaillard-de-Lomagne
- Saint-Jean-du-Bouzet